# Mr. Long
Pour plus de détails, voir Fiche technique et Distribution.
Mr. Long est un film dramatique japonais écrit et réalisé par Sabu et sorti en 2017. 
Le film a été sélectionné pour concourir pour l'Ours d'or dans la section principale du 67e Festival international du film de Berlin.

## Synopsis
Envoyé pour un contrat, Mr. Long, tueur à gages de profession, échappe de peu à la mort après avoir manqué sa cible, un membre de gang japonais. En cavale, il doit trouver un endroit où se faire oublier, jusqu'à ce que les choses se tassent. Réfugié dans une petite ville tranquille de la province japonaise, le tueur rencontre Lily, une ancienne prostituée chinoise et son fils, Jun. Aidé par les habitants, il s'installe et crée bientôt un petit restaurant de nouilles, métier pour lequel il se découvre un talent insoupçonné. Combien de temps pourra-t-il mener cette vie mensongère qui semble lui convenir ?

## Fiche technique
- Titre : Mr. Long
- Réalisation : Sabu
- Scénario : Sabu
- Photographie : Kôichi Furuya
- Montage : Georg Petzold
- Musique : Junichi Matsumoto
- Pays d'origine : Japon
- Langue originale : japonais
- Format : couleur
- Genre : dramatique
- Durée : 129 minutes
- Dates de sortie :
  -  Allemagne : 13 février 2017 (Berlinale)

## Distribution
- Chen Chang (VF : Jean-Marco Montalto) : Long
- Shô Aoyagi (en) : Kenji
- Yi Ti Yao (VF : Laetitia Godès)  : Lily
- Run-yin Bai (VF : Kaycie Chase) : Jun
- Masashi Arifuku : Heisuke
- Tarô Suwa : Tadao
- Ritsuko Ohkusa (VF : Cathy Cerda) : Kumiko
- Shiiko Utagawa (VF : Laurence Charpentier) : Machiko
- Yûsuke Fukuchi : Jiang
- Tetsuya Chiba (VF : Yann Guillemot) : Sakata

Version française produite par Arte, adaptée par Julia borsatto et Samuel lavie, dirigée par Barbara Delsol au studio Imagine.